# Oxyde de hafnium(IV)
« Hafnie » redirige ici. Ne pas confondre avec Hafnia.
L'oxyde d'hafnium(IV), ou dioxyde d'hafnium, ou encore hafnie, est un composé chimique de formule brute HfO2. Il se présente sous la forme d'un solide incolore, pratiquement insoluble dans l'eau et les solvants organiques. Il s'agit d'un isolant électrique ayant une largeur de bande interdite d'environ 6 eV. C'est le composé le plus commun et le plus stable de l'hafnium, ainsi qu'un intermédiaire de procédés de production d'hafnium métallique. On peut l'obtenir par chauffage de 600 à 1 000 °C de l'hydroxyde, de l'oxalate, du sulfate ou de l'oxychlorure d'hafnium. 
Il possède une dureté élevée, un faible coefficient de dilatation thermique, et est chimiquement très semblable à la zircone ZrO2. Cristallisé dans le système monoclinique à température ambiante, il connaît une transition de phase vers un système quadratique autour de 1 700 °C.

## Usage
L'oxyde d'hafnium(IV) est employé comme revêtement optique ainsi que dans l'industrie des semi-conducteurs comme diélectrique high-κ de condensateurs pour DRAM en raison de sa permittivité de 24 — à comparer à 3,9 pour le dioxyde de silicium SiO2.
HfO2 est utilisé pour la production des mémoires de masse, compatible à mémoire CMOS, nommée FeFETs et des transistors.
L'oxyde d'hafnium est également étudié comme amplificateur de radiothérapie dans le traitement de cancers solides. Un premier essai de phase II/III a démontré son efficacité.